# الحرس الوطني الجوي (نيويورك)
الحرس الوطني الجوي في نيويورك هو ميليشيا القوات الجوية التابعة لولاية نيويورك، للولايات المتحدة الأمريكية. وهي تعمال إلى جانب الحرس الوطني لجيش نيويورك، وتعتبر عنصر من الحرس الوطني في نيويورك.
وباعتبارها وحدات ميليشيا تابعة للولاية، فإن الوحدات الموجودة في الحرس الوطني الجوي في نيويورك ليست في سلسلة القيادة العامة للقوات الجوية الأمريكية. وهي تخضع لولاية حاكم نيويورك عن طريق مكتب القائد العام في نيويورك ما لم تحكمها أوامر من رئيس الولايات المتحدة. يقع مقر الحرس الوطني الجوي في قاعدة ستراتون للحرس الوطني الجوي في غلينفيل بنيويورك، وقائدها هو اللواء فيرلي جونستون.

## نظرة عامة
وفي إطار مفهوم «القوة الإجمالية»، تعتبر وحدات الحرس الوطني الجوي في نيويورك عناصر احتياطية جوية تابعة للقوات الجوية الأمريكية. وتتدرب وحدات القوات الجوية في نيويورك وتجهز من قبل القوات الجوية واكتسابها للعمليات من قبل قيادة رئيسية للقوات الجوية الأمريكية إذا تم تفعيلها. وبالإضافة إلى ذلك، تم تكليف قوات الحرس الوطني الجوي في نيويورك بالعمل في القوات الجوية الاستطلاعية وتخضع لأوامر نشر المهام إلى جانب نظيراتها في الخدمة الفعلية واحتياطي القوات الجوية في نافذة نشر الدورة المخصصة لها.
وإلى جانب التزاماتها العسكيرية، فهي تخضع لعناصر الفريق في نيويورك، وبوصفها وحدات من الميليشيات الحكومية، فبأمر من الحاكم تقوم بتوفير الحماية للأرواح والممتلكات، والحفاظ على السلام والنظام والسلامة العامة. وتشمل مهام الدولة إغاثة الكوارث في أوقات الزلازل، والأعاصير، والفيضانات، وحرائق الغابات، والبحث والإنقاذ، وحماية الخدمات العامة الحيوية، ودعم الدفاع المدني.

## المكونات

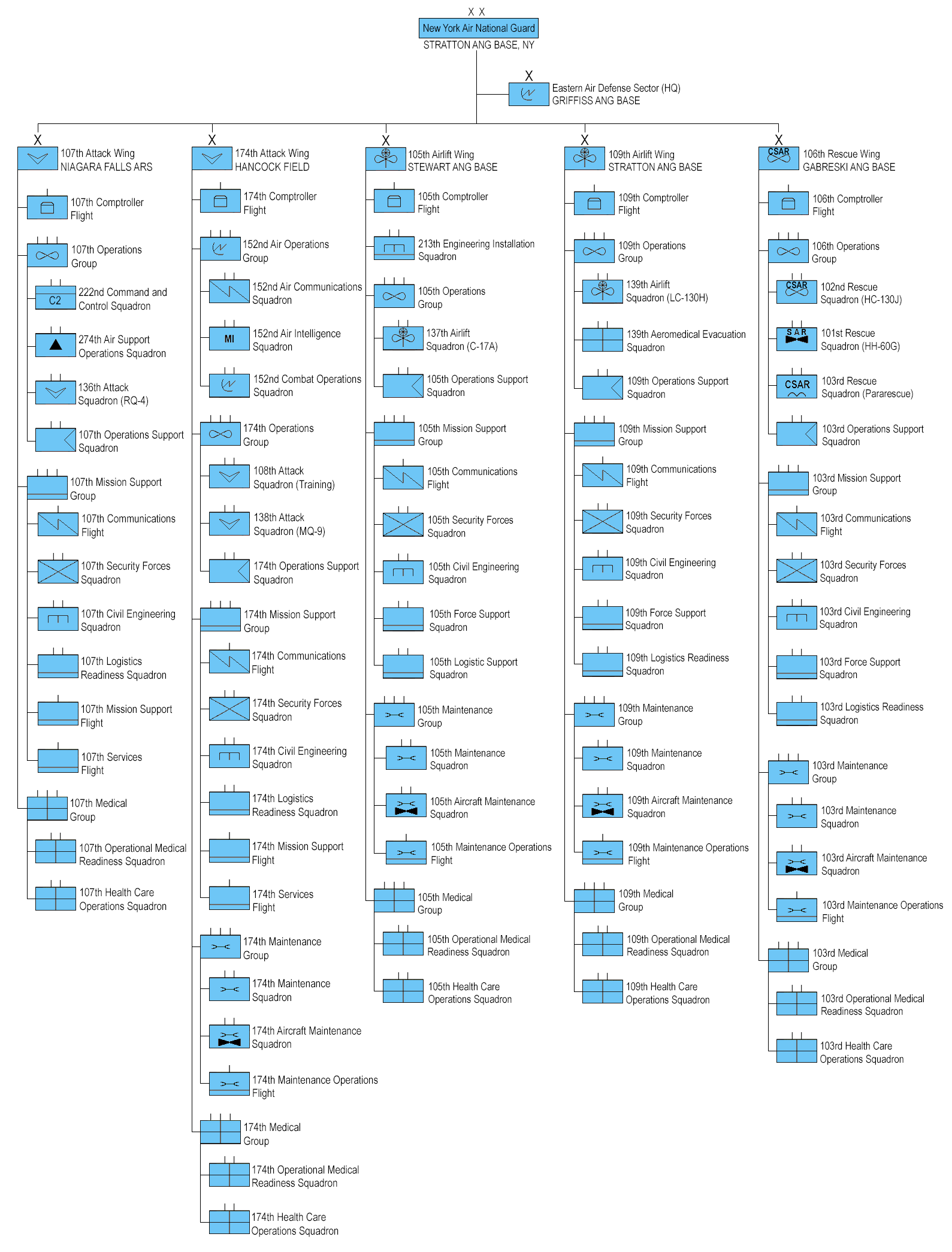
الحرس الوطني الجوي في نيويورك

الحرس الوطني الجوي في نيويورك هو أكبر منظمة من منظمات الحرس الوطني وأكثرها تنوعًا أنشأها مكتب الحرس الوطني. وتتألف من الوحدات الرئيسية التالية:
| الوحدة               | أنشئت                                   | محطة                                         | مكتسب بواسطة        | ملاحظات |
| -------------------- | --------------------------------------- | -------------------------------------------- | ------------------- | --- |
| جناح النقل الجوي 105 | 8 ديسمبر 1948 (في سرب النقل الجوي 137)  | قاعدة ستيوارت الجوية للحرس الوطني            | قيادة الحركة الجوية | يفي بالتزامات النقل الجوي بين مسرح العمليات والدعم القتالي الاستطلاعي. يدير وحدة بوينغ سي-17 غلوب ماستر 3. |
| جناح الإنقاذ 106     | 4 نوفمبر 1922 (في سرب الإنقاذ 102 دي)   | قاعدة فرانسيس س. غابريسكي للحرس الوطني الجوي | قيادة القتال الجوي  | يوفر تغطية عالمية لعمليات البحث والإنقاذ القتالية للقوات الأمريكية وقوات التحالف. وتشمل مهام البحث والإنقاذ القتالية الطيران على مستوى منخفض، ويفضل أن يتم ذلك ليلًا باستخدام مناظير الرؤية الليلية، إلى منطقة موضوعية يتم فيها التزود بالوقود جوًا لطائرة هليكوبتر للإنقاذ، أو يتم نشر فرق شبه إنقاذ. يدير سرب سيكورسكي إتش إتش-60 بايف هوك وسرب لوكهيد سي-130 هيركوليز.                                                                     |
| جناح الهجوم 107      | 8 ديسمبر 1948 (في سرب النقل الجوي 136)  | محطة نياجارا للاحتياطي الجوي                 | قيادة القتال الجوي  | تم إعادة تسمية الجناح الهجومي رقم 107 رسميًا في 15 مارس 2017. ويعكس تغيير الاسم مهمة الجناح المتمثلة في توفير أفراد الأطقم الجوية والموظفين الداعمين المدربين على تشغيل الطائرة الموجهة عن بعد من طراز إم كيو-9 ريبر. وقد بدأ الجناح عملية التحول وتدريب الطواقم والموظفين في عام 2014. والجناح 107 هو الجناح الثاني للحرس الوطني الجوي في نيويورك لتولي مهمة الطائرات الموجهة عن بعد. وقد سبق أن قام بتشغيل الطائرة لوكهيد سي-130 هيركوليز. |
| جناح النقل الجوي 109 | 18 أكتوبر 1948 (في سرب النقل الجوي 139) | مطار مقاطعة شينيكتادي                        | قيادة الحركة الجوية | إن مهمة جناح الجسر الجوي 109 هي توفير دعم جوي لبرنامج أبحاث القطب الجنوبي التابع للمؤسسة الوطنية للعلوم وذلك بطائرة لوكهيد إل سي-130، والتي تم تزويدها بمعدات التزلج على العجلات، وذلك لدعم ظروف المناخ في العمليات القطبية الشمالية والقطب الجنوبي. جناح النقل الجوي 109 هو الوحدة الوحيدة في العالم التي تُطير هذه الطائرات. |
| جناح الهجوم 174      | 28 ديسمبر 1947 (في سرب النقل الجوي 138) | قاعدة هانكوك الميدانية للحرس الوطني الجوي    | قيادة القتال الجوي  | تقوم حاليًا بتشغيل المركبة الجوية بدون طيار من طراز إم كيو-9 ريبر. ومهمتها هي تزويد فنيي الطيران المؤهلين وأنظمة الأسلحة المشاركين في العمليات العالمية الجوية والفضائية والفضاء الإلكتروني؛ لدعم الدفاع الوطني، والعمليات المشتركة، والمساعدات المقدمة إلى السلطات المدنية بناء على توجيهات الحاكم. |

وحدات الدعم تشمل:
- تعمل مجموعة العمليات الجوية 152d على الأنظمة الأساسية لإدارة المعركة في مسرح العمليات (TBMCS). إن قاعدة العمليات الجوية هي مجموعة من أنظمة البرمجيات التي يستخدمها قائد العنصر الجوي بالقوات المشتركة وداخل مراكز العمليات الجوية من قبل القوات الجوية الأمريكية لتخطيط وتنفيذ المهام العسكرية باستخدام الموارد المحمولة جوًا. لديه مستويان من السيطرة، على مستوى 'القوة' الأكبر، أو على مستوى 'الوحدة' التفصيلي. يستخدم لتوليد أمر المهام الجوية (ATO). وقد حل محل نظام التخطيط الآلي لمسرح الطوارئ. ويتمركز فريق الشؤون العامة المكون من 152 جنديًا في قاعدة هانكوك للحرس الوطني الجوي الميداني.
- ويقع قطاع الدفاع الجوي الشرقي في روما في عام 1956 باعتباره جناح الدفاع الجوي 4621. وهو واحد من قطاعين يقومون بمهمة الإنذار والتحكم الفضائى لشركة نوراد. يذكر ان قطاع الدفاع الجوى الشرقي هو جزء من منطقة نوراد القارية الأمريكية. وهناك أيضًا مناطق كندا وألاسكا نوراد. وتقدم هذه الوحدة أيضًا دعمًا مباشرًا لبرنامج «نوراد» السنوي لتتبع سانتا.[6]

## التاريخ

### الأصل

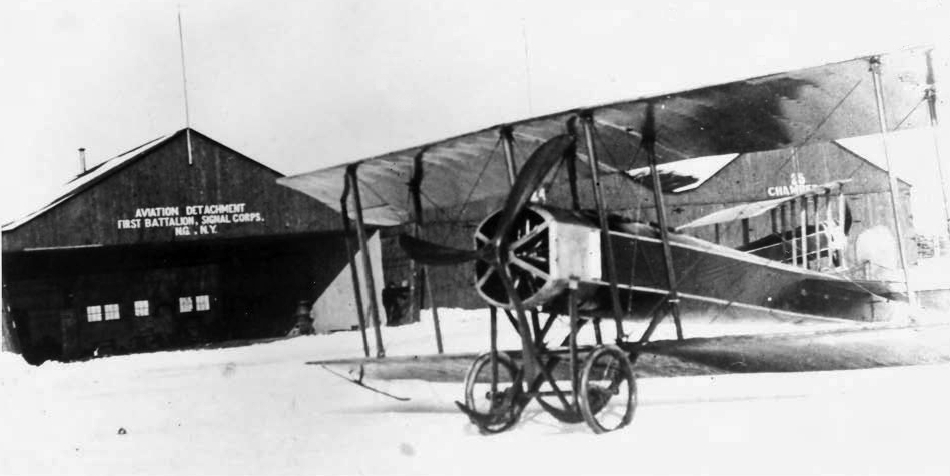
شركة ايرو الأولى Gallaudet C-2 في عام 1915

قد أنشأ قانون الميليشيات لعام 1903 نظام الحرس الوطني الحالي، وهو وحدات أنشأتها الولايات ولكنها تدفع من الحكومة الاتحادية أجرها، وهي مسؤولة عن خدمة الدولة الفورية. وإذا ما تم تحفيزهم بأمر رئاسي، فإنهم يقعون تحت التسلسل القيادي العسكري النظامي. وفي يونيه 1920، أصدر مكتب الميليشيات التعميم رقم 1 بشأن تنظيم الوحدات الجوية للحرس الوطني.
وترجع أصول الحرس الوطني الجوي في نيويورك إلى أغسطس 1917، بإنشاء سرب الطائرات 102 دي Aero كجزء من القوة الاستطلاعية الأمريكية للحرب العالمية الأولى. غير أن أصولها تبدأ في أبريل 1908 بوصفها أول شركة آيرو، وهي وحدة مستقلة للحرس الوطني في نيويورك قبل الحرب العالمية الأولى. وقد اعترفت الحكومة الفيدرالية مؤقتًا بشركة ايرو الأولى في يونيه 1916 ودعت إلى القيام بمهام فعالة في الفترة بين يوليه 1916 ونوفمبر 1916 لمواصلة التدريب بهدف الانضمام إلى سرب ايرو الأول، وهو وحدة تابعة للجيش النظامي تم نشرها في المكسيك ضمن البعثة العقابية. ولكن شركة ايرو الأولى لم تغادر ابدا لونغ آيلند وتم حلها في 23 مايو عام 1917 بعد وقت قصير من دخول الولايات المتحدة في الحرب العالمية الأولى عندما قرر الجيش عدم استخدام وحدات طيران الحرس الوطنى في جهود الحرب. وقد تم منح تاريخها ونسبها إلى سرب المراقبة 102 دي. تم تسريح سرب الطيران 102 دي 1917 هدنة مع ألمانيا عام 1919 (هدنة كومبين الأولى).

### الحرس الوطني في نيويورك

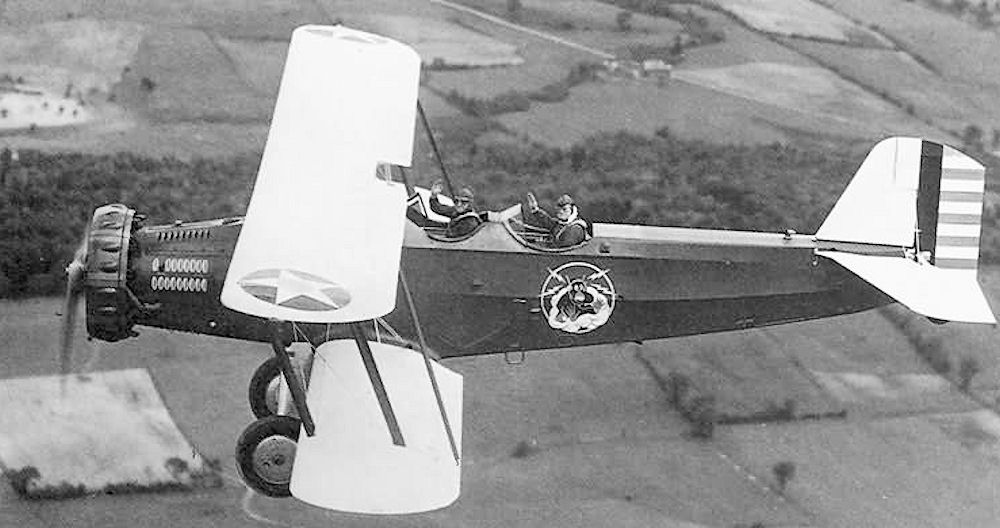
سرب دوغلاس أو-28 102d للمراقبة، الحرس الوطني في نيويورك ومقره في ميلر فيلد، نيو دورب، جزيرة ستاتن، مدينة نيويورك، عام 1933. وقد وفر السرب طيران للفرقة 27، للحرس الوطني في نيويورك.
ويظهر شعار السرب على جانب جسم الطائرة.

وقد تم تكليف السرب، الذي تم تشكيله في عام 1920 بوصفه السرب 12 (المراقبة)، بالعمل في الفرقة السابعة والعشرين المخصصة لولاية نيويورك كطيران لفرقة. وقد نظمت الوحدة في نوفمبر 1921 من فرقة المراقبة التابعة للحرس الوطني في نيويورك، التي نظمت في مارس 1921 في هيمبستيد، نيويورك، مع أفراد من السرية K، فرقة المشاة الرابعة عشرة، الحرس الوطني في نيويورك. وقد أعيد تنظيمها وتم الاعتراف بها فيدراليا في نوفمبر 1922 في ميللر فيلد في جزيرة ستاتن وأعيد تصنيفها كالسرب 102 للمراقبة في يناير 1923. وهو واحد من 29 سربًا أصليًا لمراقبة الحرس الوطني الأمريكي. تم تشكيلها قبل الحرب العالمية الثانية.
وكانت عملياتها في المقام الأول هي النقل الجوي وإصلاح وصيانة الطائرات. واستدعت بصورة دورية عناصر هذا السرب بالقيام بمهام الطوارئ التي شملت الاستطلاع الذي أجرته وزارة الخزانة على السفن التي تقوم بتجارة غير مشروعة علي سواحل نيويورك ونيوجيرسي في عشرينيات القرن الماضي. ودعم جهود الإغاثة الناتجة عن الفيضانات في فيرمونت في نوفمبر 1927. وجهود الإغاثة من الفيضانات في ولاية نيويورك في الفترة 11-13 يوليو 1935.
تم طلب سرب المراقبة 102d في الخدمة العسكرية في 15 أكتوبر 1940 كجزء من السلاح الجو في الجيش قبل دخول الولايات المتحدة في الحرب العالمية الثانية.

### الحرس الجوي الوطني في نيويورك
في مايو 1946، قامت القوات الجوية التابعة لجيش الولايات المتحدة، ردًا على التخفيضات الهائلة في الميزانية العسكرية التي فرضها الرئيس هاري ترومان بعد الحرب، بتخصيص وحدة غير نشطة لمكتب الحرس الوطني. تم تخصيص هذه الوحدات ونقلها إلى مكاتب مختلفة تابعة للحرس الوطني لتزويدهم بتعيينات لإعادة تأسيسهم كوحدات الحرس الوطني الجوي.
تلقى فريق ANG الحديث في نيويورك اعترافًا فدراليًا في 20 فبراير 1947 بصفته سرب القصف 102 دي (لايت) في فلويد بينيت فيلد، بروكلين. وقد تم تجهيزه بغزاة من طراز B-26 وتم تكليفها بالقيادة الجوية التكتيكية في 18 سبتمبر 1947. مع ذلك، يعتبر المولد الرسمي للحرس الوطني في ألاباما متزامنًا مع إنشاء القوات الجوية للولايات المتحدة كفرع منفصل لجيش الولايات المتحدة بموجب قانون الأمن القومي.
وشملت المخصصات المرصودة للحرس الوطني الجوي في نيويورك جناح المقاتل 52d Fighter Wing، وهي منظمة للقيادة والسيطرة في مطار مقاطعة ويستتشستر في نيويورك، وحصلت على اعتراف فيدرالي في 3 أكتوبر 1947. وحصل سرب المقاتلات 139th Fighter Squadron في مطار مقاطعة شينيكتادي علي الاعتراف الفيدرالي في أكتوبر 1948. وحصل السرب المقاتل 136th Fighter Squadron في مطار نياجارا فولز الدولي، والسرب المقاتل 137th Fighter Squadron في مطار مقاطعة ويستتشستر في ديسمبر 1948 علي الاعتراف الفيدرالي. وكانت جميع هذه السرايا مجهزة بـF-51 وقامت بمهام الدفاع الجوي في مختلف مناطق الدولة.